# 심야방송
심야방송(深夜放送)는 주로 심야 시간대에 방송되는 라디오와 텔레비전 방송의 총칭이다.

## 대한민국
1982년 야간통행금지를 해제되자마자, 라디오 방송에서 심야방송을 도입 시작하였다가, 텔레비전 방송에서 여러 차례 허가 논의했으나, 1989년 주말과 1994년 금요일 등의 심야방송을 확대했고, 1995년 케이블TV 출범으로 다채널 시대를 심야방송이 늘어나자, 9월 4일부터 평일 심야방송을 전면 확대하였다.

## 일본
1959년 황태자 아키히토 혼인과 1964년 도쿄 올림픽 전후부터 NHK에서 제외한 민방을 통해 심야방송의 전면 도입을 시작했으며, 1987년 10월부터 하루 24시간 종일방송을 시행했으므로, 공영 방송인 NHK에서 쇼와 시대를 심야 시간대와 하루 24시간 종일방송을 하지 않았다가, 헤이세이 초기부터 NHK에서 심야방송을 전면 확대하였다.

## 미국
1960년대 이후에 심야방송을 전면 확대하였다.

## 영국
1989년부터 심야방송을 전면 확대하였다.

## 같이 보기
- 계획 정파